# Konso
Konso – miasto w południowo-zachodniej Etiopii, w Regionie Narodów, Narodowości i Ludów Południa, nad rzeką Sagan. 
Miasto zamieszkane jest przez lud Konso, któremu zawdzięcza swoją nazwę. Znane jest z bogatych tradycji religijnych, rzeźb waga i pobliskich stanowisk archeologicznych, na których odkryto ślady wczesnych człowiekowatych. W 2011 roku krajobraz kulturowy Konso został wpisany na listę światowego dziedzictwa UNESCO. 
Ludność trudni się głównie pszczelarstwem, uprawą bawełny i rolnictwem.